# Tirana East Gate
El Tirana East Gate es el centro comercial más grande de Albania, situado en las afueras de Tirana. Se encuentra junto a la carretera nacional SH3 a la altura de Lundër y en dirección a Elbasan, a unos cuatro kilómetros del centro de Tirana.

## Historia
Tras un coste total de construcción de alrededor de 54 millones de euros y una inversión total de 104 millones de euros, el centro comercial fue inaugurado el 26 de noviembre de 2011 por el ex primer ministro de Albania, Sali Berisha, junto con otros representantes del gobierno albanés. No fue el primer centro comercial albanés en inaugurarse, ya que en 2009 se inauguró Citypark Albania.
Tirana East Gate fue un éxito inmediato con alrededor de 500.000 visitantes en la primera semana y una facturación de alrededor de 12 millones de euros en la misma semana.
Desde entonces, Tirana East Gate se ha convertido en un importante destino comercial. Con la construcción de la nueva circunvalación que conecta la zona con el centro de Tirana, el tiempo de viaje desde el centro de la ciudad se ha reducido a menos de 10 minutos, mientras que la construcción del túnel Tirana-Elbasan facilita el acceso al centro, incluso para los residentes de Elbasan. De esta manera, Tirana East Gate se ha convertido en un centro comercial que conecta ambas ciudades. Cuatro líneas de autobús conectan la ciudad con Tirana East Gate.

## Establecimientos
Tirana East Gate cuenta con una superficie de 90.000 metros cuadrados, albergando 180 tiendas, 10 bares, cafeterías, 5 restaurantes y 4.200 plazas de aparcamiento.
- SPAR
- Zara
- Massimo Dutti
- Pull&Bear
- Bershka
- Timberland
- Calzedonia
- Reebok
- Adidas
- Rossmann
- Mango
- Geox
- Swarovski
- Springfield
- Swatch
- KFC
- Pizza Hut
- Burger King
- Kolonat
- Cineplexx